# Mistrzostwa Świata w Hokeju na Lodzie Kobiet 2020/II Dywizja
Mistrzostwa Świata w Hokeju na Lodzie Kobiet II Dywizji 2020 rozegrane miały zostać w dniach 29 marca–4 kwietnia 2020 (Grupa A) oraz 23–29 lutego 2020 (Grupa B).
Do mistrzostw I Dywizji przystąpić miało 12 zespołów, które zostały podzielone na dwie grupy po sześć zespołów. Zgodnie z formatem zawody I Dywizji odbyły się w dwóch grupach: Grupa A w Hiszpańskiej (Jace), zaś grupa B w Islandzkim (Akureyri). Reprezentacje rywalizowały systemem każdy z każdym.
Hale, w których przeprowadzone zostały zawody:
- Pabellón de Hielo w Jaca – Dywizja IIA,
- Akureyri Ice Rink w Akureyri – Dywizja IIB.

Mecze dywizji A zostały odwołane z powodu pandemii COVID-19.

## Grupa A
Wszystkie mecze odwołano z powodu pandemii.

## Grupa B
Do mistrzostw świata II Dywizji Grupy A w 2021 z Grupy B awans zapewnia sobie pierwsza drużyna. Ostatni zespół Grupy B jest relegowany do mistrzostw świata III Dywizji.
| 23 lutego 2020 | Ukraina | 2:3 pd. | Turcja | Akureyri Ice Rink, Akureyri |

| Szczegóły      | Szczegóły   | Szczegóły            | Szczegóły   | Szczegóły                                                                             |
| -------------- | ----------- | -------------------- | ----------- | ------------------------------------------------------------------------------------- |
| Godzina: 13:00 |             | (0:2, 2:0, 0:0, 0:1) |             | Widzów: 20 Sędzia główny: Ilona Novotná Sędziowie liniowi: Fatima Al-Ali Faye Andrews |
| Godzina: 13:00 | 10 min. kar |                      | 12 min. kar | Widzów: 20 Sędzia główny: Ilona Novotná Sędziowie liniowi: Fatima Al-Ali Faye Andrews |

| 23 lutego 2020 | Nowa Zelandia | 11:1 | Chorwacja | Akureyri Ice Rink, Akureyri |

| Szczegóły      | Szczegóły  | Szczegóły       | Szczegóły   | Szczegóły                                                                                              |
| -------------- | ---------- | --------------- | ----------- | --- |
| Godzina: 16:30 |            | (2:0, 5:0, 4:1) |             | Widzów: 17 Sędzia główny: Michaela Matejová Sędziowie liniowi: Klaudia Chrapek Ingibjörg Hjartardóttir |
| Godzina: 16:30 | 8 min. kar |                 | 14 min. kar | Widzów: 17 Sędzia główny: Michaela Matejová Sędziowie liniowi: Klaudia Chrapek Ingibjörg Hjartardóttir |

| 23 lutego 2020 | Islandia | 1:6 | Australia | Akureyri Ice Rink, Akureyri |

| Szczegóły      | Szczegóły   | Szczegóły       | Szczegóły  | Szczegóły                                                                                     |
| -------------- | ----------- | --------------- | ---------- | --------------------------------------------------------------------------------------------- |
| Godzina: 20:00 |             | (0:4, 1:2, 0:0) |            | Widzów: 317 Sędzia główny: Ulrike Winklmayr Sędziowie liniowi: Baiba Dzene Eva Mária Moleková |
| Godzina: 20:00 | 12 min. kar |                 | 8 min. kar | Widzów: 317 Sędzia główny: Ulrike Winklmayr Sędziowie liniowi: Baiba Dzene Eva Mária Moleková |

| 24 lutego 2020 | Chorwacja | 2:1 pk. | Ukraina | Akureyri Ice Rink, Akureyri |

| Szczegóły      | Szczegóły  | Szczegóły                 | Szczegóły   | Szczegóły                                                                                             |
| -------------- | ---------- | ------------------------- | ----------- | --- |
| Godzina: 13:00 |            | (1:0, 0:1, 0:0, 0:0, 1:0) |             | Widzów: 15 Sędzia główny: Ilona Novotná Sędziowie liniowi: Eva Mária Moleková Guðlaug Þorsteinsdóttir |
| Godzina: 13:00 | 8 min. kar |                           | 10 min. kar | Widzów: 15 Sędzia główny: Ilona Novotná Sędziowie liniowi: Eva Mária Moleková Guðlaug Þorsteinsdóttir |

| 24 lutego 2020 | Australia | 2:1 | Turcja | Akureyri Ice Rink, Akureyri |

| Szczegóły      | Szczegóły   | Szczegóły       | Szczegóły  | Szczegóły                                                                              |
| -------------- | ----------- | --------------- | ---------- | -------------------------------------------------------------------------------------- |
| Godzina: 16:30 |             | (1:0, 1:1, 0:0) |            | Widzów: 20 Sędzia główny: Ulrike Winklmayr Sędziowie liniowi: Fatima Al-Ali Anina Egli |
| Godzina: 16:30 | 16 min. kar |                 | 4 min. kar | Widzów: 20 Sędzia główny: Ulrike Winklmayr Sędziowie liniowi: Fatima Al-Ali Anina Egli |

| 24 lutego 2020 | Nowa Zelandia | 1:4 | Islandia | Akureyri Ice Rink, Akureyri |

| Szczegóły      | Szczegóły  | Szczegóły       | Szczegóły   | Szczegóły                                                                                   |
| -------------- | ---------- | --------------- | ----------- | ------------------------------------------------------------------------------------------- |
| Godzina: 20:00 |            | (0:2, 0:1, 1:1) |             | Widzów: 333 Sędzia główny: Charlotte Hurley Sędziowie liniowi: Faye Andrews Klaudia Chrapek |
| Godzina: 20:00 | 6 min. kar |                 | 10 min. kar | Widzów: 333 Sędzia główny: Charlotte Hurley Sędziowie liniowi: Faye Andrews Klaudia Chrapek |

| 26 lutego 2020 | Australia | 15:0 | Chorwacja | Akureyri Ice Rink, Akureyri |

| Szczegóły      | Szczegóły   | Szczegóły       | Szczegóły   | Szczegóły                                                                                         |
| -------------- | ----------- | --------------- | ----------- | ------------------------------------------------------------------------------------------------- |
| Godzina: 13:00 |             | (4:0, 5:0, 6:0) |             | Widzów: 22 Sędzia główny: Charlotte Hurley Sędziowie liniowi: Baiba Dzene Guðlaug Þorsteinsdóttir |
| Godzina: 13:00 | 10 min. kar |                 | 12 min. kar | Widzów: 22 Sędzia główny: Charlotte Hurley Sędziowie liniowi: Baiba Dzene Guðlaug Þorsteinsdóttir |

| 26 lutego 2020 | Nowa Zelandia | 5:3 | Ukraina | Akureyri Ice Rink, Akureyri |

| Szczegóły      | Szczegóły   | Szczegóły       | Szczegóły   | Szczegóły                                                                                         |
| -------------- | ----------- | --------------- | ----------- | ------------------------------------------------------------------------------------------------- |
| Godzina: 16:30 |             | (3:1, 1:1, 1:1) |             | Widzów: 20 Sędzia główny: Michaela Matejová Sędziowie liniowi: Anina Egli Ingibjörg Hjartardóttir |
| Godzina: 16:30 | 10 min. kar |                 | 20 min. kar | Widzów: 20 Sędzia główny: Michaela Matejová Sędziowie liniowi: Anina Egli Ingibjörg Hjartardóttir |

| 26 lutego 2020 | Islandia | 6:0 | Turcja | Akureyri Ice Rink, Akureyri |

| Szczegóły      | Szczegóły   | Szczegóły       | Szczegóły  | Szczegóły                                                                                      |
| -------------- | ----------- | --------------- | ---------- | ---------------------------------------------------------------------------------------------- |
| Godzina: 20:00 |             | (3:0, 0:0, 3:0) |            | Widzów: 370 Sędzia główny: Ilona Novotná Sędziowie liniowi: Klaudia Chrapek Eva Mária Moleková |
| Godzina: 20:00 | 12 min. kar |                 | 2 min. kar | Widzów: 370 Sędzia główny: Ilona Novotná Sędziowie liniowi: Klaudia Chrapek Eva Mária Moleková |

| 28 lutego 2020 | Ukraina | 1:9 | Australia | Akureyri Ice Rink, Akureyri |

| Szczegóły      | Szczegóły   | Szczegóły       | Szczegóły  | Szczegóły                                                                                           |
| -------------- | ----------- | --------------- | ---------- | --------------------------------------------------------------------------------------------------- |
| Godzina: 13:00 |             | (0:2, 0:2, 1:5) |            | Widzów: 12 Sędzia główny: Michaela Matejová Sędziowie liniowi: Faye Andrews Ingibjörg Hjartardóttir |
| Godzina: 13:00 | 10 min. kar |                 | 8 min. kar | Widzów: 12 Sędzia główny: Michaela Matejová Sędziowie liniowi: Faye Andrews Ingibjörg Hjartardóttir |

| 28 lutego 2020 | Turcja | 1:2 | Nowa Zelandia | Akureyri Ice Rink, Akureyri |

| Szczegóły      | Szczegóły  | Szczegóły       | Szczegóły  | Szczegóły                                                                                        |
| -------------- | ---------- | --------------- | ---------- | ------------------------------------------------------------------------------------------------ |
| Godzina: 16:30 |            | (0:0, 0:1, 1:1) |            | Widzów: 17 Sędzia główny: Ulrike Winklmayr Sędziowie liniowi: Anina Egli Guðlaug Þorsteinsdóttir |
| Godzina: 16:30 | 4 min. kar |                 | 8 min. kar | Widzów: 17 Sędzia główny: Ulrike Winklmayr Sędziowie liniowi: Anina Egli Guðlaug Þorsteinsdóttir |

| 28 lutego 2020 | Chorwacja | 0:7 | Islandia | Akureyri Ice Rink, Akureyri |

| Szczegóły      | Szczegóły   | Szczegóły       | Szczegóły  | Szczegóły                                                                                |
| -------------- | ----------- | --------------- | ---------- | ---------------------------------------------------------------------------------------- |
| Godzina: 20:00 |             | (0:1, 0:3, 0:3) |            | Widzów: 320 Sędzia główny: Charlotte Hurley Sędziowie liniowi: Fatima Al-Ali Baiba Dzene |
| Godzina: 20:00 | 12 min. kar |                 | 2 min. kar | Widzów: 320 Sędzia główny: Charlotte Hurley Sędziowie liniowi: Fatima Al-Ali Baiba Dzene |

| 29 lutego 2020 | Turcja | 5:2 | Chorwacja | Akureyri Ice Rink, Akureyri |

| Szczegóły      | Szczegóły  | Szczegóły       | Szczegóły  | Szczegóły                                                                                              |
| -------------- | ---------- | --------------- | ---------- | --- |
| Godzina: 10:00 |            | (1:1, 2:1, 2:0) |            | Widzów: 12 Sędzia główny: Michaela Matejová Sędziowie liniowi: Klaudia Chrapek Ingibjörg Hjartardóttir |
| Godzina: 10:00 | 8 min. kar |                 | 8 min. kar | Widzów: 12 Sędzia główny: Michaela Matejová Sędziowie liniowi: Klaudia Chrapek Ingibjörg Hjartardóttir |

| 29 lutego 2020 | Australia | 7:1 | Nowa Zelandia | Akureyri Ice Rink, Akureyri |

| Szczegóły      | Szczegóły   | Szczegóły       | Szczegóły   | Szczegóły                                                                                   |
| -------------- | ----------- | --------------- | ----------- | ------------------------------------------------------------------------------------------- |
| Godzina: 13:30 |             | (1:1, 2:0, 4:0) |             | Widzów: 42 Sędzia główny: Charlotte Hurley Sędziowie liniowi: Anina Egli Eva Mária Moleková |
| Godzina: 13:30 | 16 min. kar |                 | 12 min. kar | Widzów: 42 Sędzia główny: Charlotte Hurley Sędziowie liniowi: Anina Egli Eva Mária Moleková |

| 29 lutego 2020 | Islandia | 7:0 | Ukraina | Akureyri Ice Rink, Akureyri |

| Szczegóły      | Szczegóły  | Szczegóły       | Szczegóły   | Szczegóły                                                                              |
| -------------- | ---------- | --------------- | ----------- | -------------------------------------------------------------------------------------- |
| Godzina: 17:00 |            | (0:0, 5:0, 2:0) |             | Widzów: 420 Sędzia główny: Ilona Novotná Sędziowie liniowi: Fatima Al-Ali Faye Andrews |
| Godzina: 17:00 | 6 min. kar |                 | 10 min. kar | Widzów: 420 Sędzia główny: Ilona Novotná Sędziowie liniowi: Fatima Al-Ali Faye Andrews |

Tabela
| Lp. | Zespół        | M | Pkt | Z | Zd | Pd | P | G+ | G- | +/− |
| --- | ------------- | - | --- | - | -- | -- | - | -- | -- | --- |
| 1   | Australia     | 5 | 15  | 5 | 0  | 0  | 0 | 39 | 4  | +35 |
| 2   | Islandia      | 5 | 12  | 4 | 0  | 0  | 1 | 25 | 7  | +18 |
| 3   | Nowa Zelandia | 5 | 9   | 3 | 0  | 0  | 2 | 20 | 16 | +4  |
| 4   | Turcja        | 5 | 5   | 1 | 1  | 0  | 3 | 10 | 14 | -4  |
| 5   | Chorwacja     | 5 | 2   | 0 | 1  | 0  | 4 | 5  | 39 | -34 |
| 6   | Ukraina       | 5 | 2   | 0 | 0  | 2  | 3 | 7  | 26 | -19 |

    = awans do II dywizji grupy A     = utrzymanie w II dywizji grupy B     = spadek do III dywizji
Statystyki indywidualne
- Klasyfikacja strzelców:  Michelle Clark-Crumpton: 9 goli[2]
- Klasyfikacja asystentów:  Natasha Farrier: 7 asyst[3]
- Klasyfikacja kanadyjska:  Silvía Björgvinsdóttir: 13 punktów[4]
- Klasyfikacja kanadyjska obrońców:  Natalie Ayris: 10 punktów[5]
- Klasyfikacja +/−:  Remi Harvey: +15[6]
- Klasyfikacja skuteczności interwencji bramkarzy:  Olivia Last: 95,52%[7]
- Klasyfikacja średniej goli straconych na mecz bramkarzy:  Tina Girdler: 0,50[7]
- Klasyfikacja minut kar:  Tena Cavka: 14 minut[8]

Nagrody indywidualne
Dyrektoriat turnieju wybrał trójkę najlepszych zawodników, po jednym na każdej pozycji:
- Bramkarz:  Olivia Last
- Obrońca:  Rylie Padjen
- Napastnik:  Silvía Björgvinsdóttir